# Gerő Erzsi (operaénekes)
Gerő Erzsi, György Erzsi, külföldön Elisabeth Gerö (Budapest, 1895. december 22. – 1938 után) opera-énekesnő (koloratúrszoprán).

## Életútja
Gerő Ferenc hivatalnok és Markovits Fanni Ida leányaként született. 1916 és ’18 között végezte el a budapesti Zeneakadémia ének szakát.
A Városi Színházban debütált. 1919. augusztus 31-én Budapesten, az Erzsébetvárosban feleségül ment Petrányi Ernő osztrák-magyar államvasúti felügyelőhöz. Egy évadra a bécsi Volksoperhez szerződött, majd visszatért Budapestre. 1922 és 1926 között újra a Volksoperben működött, majd 1927-től ’33-ig a lipcsei operában. 1926-ban pályakezdése színhelyén, a Városi Színházban, 1927-ben a drezdai Semperoperben, 1930-ban a Bécsi Állami Operában, az 1930-as évek elején rendszeresen Berlinben vendégszerepelt.
1933-ban, a náci hatalomátvétel után el kellett hagynia Németországot. 1935-ben Párizsban, a következő évben a  brüsszeli La Monnaie Színházban lépett fel. Az 1938–40-es időszakban a berni Városi Színházhoz kötötte szerződés.
Koloratúrszopránként kezdte pályáját, majd a lírai Fachra tért át. Hangverseny- és dalénekesként is rendszeresen szerepelt.

## Szerepei
- Ludwig van Beethoven: Fidelio – Marzelline
- Georges Bizet: Carmen – Micaëla
- Ernst Křenek: Oresztész élete – Thamar
- Wolfgang Amadeus Mozart: Szöktetés a szerájból – Konstanza
- Wolfgang Amadeus Mozart: Figaro lakodalma – Susanna
- Wolfgang Amadeus Mozart: A varázsfuvola – Az Éj királynője
- Jacques Offenbach: Hoffmann meséi – Antonia
- Giacomo Puccini: Bohémélet – Mimì
- Giacomo Puccini: Pillangókisasszony – Cso-cso-szán
- Emil Nikolaus von Reznicek: Satuala
- Gioachino Rossini: A sevillai borbély – Rosina
- Richard Strauss: A rózsalovag – Sophie
- Richard Strauss: Ariadne Naxosban – Zerbinetta
- Ambroise Thomas: Mignon – Philine
- Giuseppe Verdi: Rigoletto – Gilda
- Giuseppe Verdi: La Traviata – Valéry Violetta
- Giuseppe Verdi: Álarcosbál – Oscar